# Nhóm ngôn ngữ Cơ Tu
Nhóm ngôn ngữ Cơ Tu là một Nhóm ngôn ngữ của ngữ hệ Nam Á với chừng 1,3 triệu người nói, có mặt ở bán đảo Đông Dương. Paul Sidwell, một trong những chuyên gia hàng đầu về Nhóm ngôn ngữ Cơ Tu, nhận thấy rằng những ngôn ngữ Môn-Khmer, bất kể thuộc nhóm nào, có vị trí địa lý càng gần với hai Nhóm ngôn ngữ Cơ Tu và Ba Na thì càng có nhiều nét tương đồng từ vựng. Do hai nhóm Cơ Tu và Ba Na không có đặc điểm phát sinh chung nào, nên chúng không nằm cùng nhánh.

## Phân loại
Năm 1966, hai nhà ngôn ngữ học SIL David Thomas và Richard Phillips thực hiện một nghiên cứu từ vựng thống kê nhiều ngôn ngữ Môn-Khmer ở Đông Dương. Nghiên cứu này giúp nhận diện hai nhóm ngôn ngữ Môn-Khmer mới, là Nhóm ngôn ngữ Cơ Tu và Nhóm ngôn ngữ Ba Na (Sidwell 2009). Tài liệu giúp phân loại chính xác các ngôn ngữ Cơ Tu chỉ mới xuất hiện vào thập niên 1990, khi mà Lào mở cửa cho các nhà ngôn ngữ học nước ngoài.

### Sidwell (2005)
Phân loại dưới được đề xuất bởi Sidwell (2005). Sidwell (2005) ngờ vực giả thuyết Việt-Cơ Tu của Diffloth, cho rằng bằng chứng để chứng minh còn quá mơ hồ. Sidwell (2009) cho rằng nhánh Cơ Tu là phân nhánh nguyên thủy nhất, những nhánh còn lại đã phát sinh ra nhiều đặc điểm riêng hơn.
- Cơ Tu (Thap):
  - Cơ Tu (Cơ Tu Hạ, Lào)
  - Phương (Cơ Tu Thượng, Việt Nam)
- Kui–Bru:
  - Bru (Lào, Thái Lan)
  - Kuy (Thái Lan)
- Pa Kô (Tareng) (Việt Nam, Lào)
- Tà Ôi–Kriang (Lào và Thừa Thiên-Huế, Việt Nam):
  - Ngeq/Kriang (Khlor/Lor)
  - Tà Ôi, Ir

### Gehrmann (2019)
Gehrmann (2019) đề xuất cách phân loại nhóm Cơ Tu như sau.
Proto-Cơ Tu
- Proto-Cơ Tu Tây
  - Kuy
  - Bru
- Proto-Pa Kô-Tà Ôi
  - Tà Ôi
  - Pa Kô
- Kriang
- Cơ Tu

Ethnologue còn liệt kê cả tiếng Kassang, nhưng ngôn ngữ này thuộc Nhóm ngôn ngữ Ba Na (Sidwell 2003). Lê Bá Thảo và đồng nghiệp (2014:294) ghi nhận một nhóm người nói ngôn ngữ Cơ Tu gọi là Ba-hi sống ở huyện Phong Điền, Thừa Thiên Huế, Việt Nam.
Tiếng Kuy và Bru mỗi tiếng có chừng nửa triệu người nói, còn cụm phương ngữ Tà Ôi có hơn 200.000 người nói.

## Ngôn ngữ nguyên thủy
Ngôn ngữ Cơ Tu nguyên thủy, hoặc những nhánh con của nó, đã được một vài học giả phục dựng:
- Thomas (1967): A Phonology Reconstruction of Proto-East-Katuic
- Diffloth (1982): Registres, devoisement, timbres vocaliques: leur histoire en katouique
- Efinov (1983): Problemy fonologicheskoj rekonstrukcii proto-katuicheskogo jazyka
- Peiros (1996): Katuic Comparative Dictionary
- Therapahan L-Thongkum (2001): Languages of the Tribes in Xekong Province, Southern Laos
- Paul Sidwell (2005): The Katuic languages: classification, reconstruction and comparative lexicon

Sidwell (2005) phục dựng hệ thống phụ âm của ngôn ngữ Cơ Tu nguyên thủy (Proto-Katuic) như sau:
|      |           | Môi | Lợi    | Ngạc cứng | Ngạc mềm | Thanh hầu |
| ---- | --------- | --- | ------ | --------- | -------- | --------- |
| Tắc  | vô thanh  | *p  | *t     | *c        | *k       | *ʔ        |
| Tắc  | hữu thanh | *b  | *d     | *ɟ        | *ɡ       |           |
| Tắc  | hút vào   | *ɓ  | *ɗ     | *ʄ        |          |           |
| Mũi  | Mũi       | *m  | *n     | *ɲ        | *ŋ       |           |
| Chảy | Chảy      | *w  | *l, *r | *j        |          |           |
| Xát  | Xát       |     | *s     |           |          | *h        |

Điều này giống hệt với các phục dựng của tiếng Nam Á nguyên thủy, ngoại trừ âm *ʄ được bảo tồn tốt hơn trong nhóm Cơ Tu so với các nhánh khác của hệ Nam Á mà Sidwell tin rằng cũng từng tồn tại trong tiếng Môn-Khmer nguyên thuỷ.

## Đường đồng ngữ từ vựng
Paul Sidwell (2015:185–186) liệt kê các từ vựng đổi mới đặc trưng cho nhánh Cơ Tu đã thay thế các hình thái gốc trong tiếng Nam Á nguyên thủy.
| Nghĩa       | Proto-Katuic | Proto-Nam Á    |
| ----------- | ------------ | -------------- |
| vợ          | *kɗial       | *kdɔːr         |
| năm         | *kmɔɔ        | *cnam          |
| rắn hổ mang | *duur        | *ɟaːt          |
| nấm         | *trɨa        | *psit          |
| xương       | *ʔŋhaaŋ      | *cʔaːŋ         |
| sáu         | *tbat        | *tpraw         |
| tám         | *tgɔɔl       | *thaːm         |
| đầu         | *pləə        | *b/ɓuːk; *kuːj |

Sidwell (2015:173) liệt kê các đường đồng ngữ  từ vựng được chia sẻ giữa nhánh Cơ tu và nhánh Bahnar.
| Nghĩa                 | Proto-Katuic | Proto-Bahnaric | Ghi chú                           |
| --------------------- | ------------ | -------------- | --------------------------------- |
| vỏ cây                | *ʔnɗɔh       | *kɗuh          |                                   |
| móng/vuốt             | *knrias      | *krʔniəh       | từ Khmer kiəh 'cào'               |
| da                    | *ʔŋkar       | *ʔəkaːr        |                                   |
| đứng dậy              | *dɨk         | *dɨk           | có thể được vay mượn từ nhóm Chăm |
| cây/gỗ                | *ʔalɔːŋ      | *ʔlɔːŋ         | từ Khơ Mú cổ *cʔɔːŋ               |
| nỏ                    | *pnaɲ        | *pnaɲ          | từ Môn cổ pnaɲ 'quân đội'         |
| sừng                  | *ʔakiː       | *ʔəkɛː         |                                   |
| lòng bàn tay/bàn chân | *trpaːŋ      | *-paːŋ         |                                   |
| muối                  | *bɔːh        | *bɔh           |                                   |
| ăn cắp                | *toŋ         | *toŋ           |                                   |
| mười                  | *ɟit         | *cit           |                                   |